# Sunshine (песня OneRepublic)
 «Sunshine»  — песня американской поп-рок-группы OneRepublic, выпущенная 10 ноября 2021 года с их шестого мини-альбома Sunshine.The ЕР. Фронтмен группы Райан Теддер и басист Брент Катцл написали песню вместе с Кейси Смитом, Ноэлем Занканеллой, Тайлером Спрай и Заком Скелтоном, а Теддер и Катцл также спродюсировали её со Спрай и Саймоном Оскрофтом.

## Содержание
«Sunshine» — музыкальная тема из фильма «Большой рыжий пёс Клиффорд» (2021). Песня написана в тональности фа мажор, в темпе 140 ударов в минуту.

## Участники записи
Кредиты адаптированы из Tidal.
- Брент Катцл — продюсер, композитор, автор текстов
- Райан Теддер — продюсер, композитор, автор текстов
- Саймон Оскрофт — продюсер, ассоциированный исполнитель, инженер, гитара, персонал студии
- Тайлер Спрай — продюсер, композитор, автор текстов, ассоциированный исполнитель, инженер, гитара, персонал студии
- Кейси Смит — композитор, автор текстов
- Ноэль Занканелла — композитор, автор текстов
- Зак Скелтон — композитор, автор текстов
- Брайан Уиллетт — ассоциированный исполнитель, клавишные
- Джо Хендерсон — ассоциированный исполнитель, инженер, сотрудник студии, вокальный продюсер
- Лорен Ферард — ассоциированный исполнитель, гитара
- Крис Герингер — мастеринг-инженер, персонал студии
- Джон Натаниэль — микшер, студийный персонал